# Velarifictorus rectus
Velarifictorus rectus är en insektsart som beskrevs av Sigfrid Ingrisch 1998. Velarifictorus rectus ingår i släktet Velarifictorus och familjen syrsor. Inga underarter finns listade i Catalogue of Life.